# Trichosia flavicoxa
Trichosia flavicoxa är en tvåvingeart som beskrevs av Risto Kalevi Tuomikoski 1960. Trichosia flavicoxa ingår i släktet Trichosia och familjen sorgmyggor.
Artens utbredningsområde är Finland. Arten är reproducerande i Sverige. Inga underarter finns listade i Catalogue of Life.